# Лис Микита
Лис Микита — персонаж украинских сказок Ивана Франко «Лис Никита» (укр. «Лис Микита»), «Крашеный лис» (укр. «Фарбований лис»), сборника «Когда ещё звери говорили» (укр. «Коли ще звірі говорили»). Экранизирован в мультипликационных фильмах производства УССР и Украины в 1958 и 2007 годах. В многосерийном мультипликационном фильме «Лис Микита» (2007) роль Никиты озвучивает Владимир Кметик.

## Краткое описание персонажа
Лис Никита происходит из бойков и обитает где-то на Западной Украине. Его можно охарактеризовать как рассудительного, хозяйственного, запасливого и, конечно же, хитрого лиса. Он убеждённый семьянин и очень любит своих жену и детей. Но, оклеветанный недоброжелателями, он вынужден отправиться во Львов, на заклание. На какое-то время, его спасает красноречие и его талант публичного оратора. Так или иначе, но в итоге он разоблачён и ему приходится доказывать свою правоту Божьим Судом — выйдя на поединок с волком, где лис поначалу терпит поражение от волка — тот зажал лапу лиса в пасти, но хитрый Микита побеждает противника неожиданным ударом в живот свободной лапой. Лев назначает лиса своим канцлером и реабилитирует его.
Помимо сказки Франко написал также стих («политическую байку») «Звериный парламент» (укр. «Звірячий парламент"), где Микита — политический деятель. Сам Франко о происхождении персонажа писал следующее:
Сия стихотворная сказка, которую вы, дорогие братья, вероятно уже читали, над которой кое-кто, может, только смеялся, а кое-кто, может, и глубже призадумался, размышляя, что у нас, между крещенными людьми и не такое творится, о чём здесь в сказке рассказано, — сие не моя видумка, а имеет свою историю...
Второе издание книги 1896 г. имеет послесловие «Кто такой „Лис Микита“ и откуда он родом?». Все последующие издания сказки содержат различную информацию и отличаются друг от друга сами по себе.

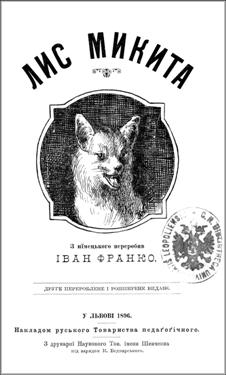
Титульный лист второго издания (1896)

Произведение было впервые проиллюстрировано в 1890 г. художником Теофилом Копыстинским
Поэт Максим Рыльский во время правления Н. С. Хрущева сделал редакцию произведения в соответствии с требованиями Литсовета компартии УССР, отдельные члены которого требовали даже исключения «Лиса Микиты» из украинской литературы, — чем, по сути дела, спас Лиса Микиту для будущих поколений.

## Персонаж в популярной культуре
- В 1980-е годы в Украинской ССР выходил публицистический журнал «Лис Микита».
- Первым спектаклем Киевского Театра кукол стал «Лис Микита»[5].
- В книге Тараса Кинько «По секрету всему свету», Лис Микита — «Известный во всем Прикарпатье мошенник».
- Миките посвящено множество творческих переработок, как, например, настенное панно художницы Лилии Куденко «Лис Микита с женой» или flash-анимация художника-аниматора Михаила Яремко.